# Mandan jezik
Mandan jezik (ISO 639-3: mhq), danas izumrli jezik Mandan Indijanaca koji se nekada govorio isprva uz rijeku Hart, a kasnije uz rijeku Knife, protike Missourija, i nakon svega od 1845. na rezervatu Fort Berthold u Sjevernoj Dakoti, gdje ga 1992. govori još svega 6 ljudi od : 130 etničkih Mandana (2000 popis), a od 2009. samo jedna osoba čije je ime Ma-doke-wa-des-she (Iron Bison) ili Edwin Benson (rođen 1931.).
Mandanski jezik jedini je predstavnik mandanske podskupine centralnih siouanskih jezika. Mandanci su se sastojali od bandi Nuptadi, Nuitadi, Awigaxa, i Istopa, a dva glavna dijalekta bila su nuptare i nuetare, od kojih je u 20. stoljeću preživio samo nuptare. Banda Nuptadi u prošlosti je živjela u selu Rooptahu.
Današnji Mandanci svi se služe jezikom hidatsa i engleskim. Edwin Benson, posljednji govornik mandanskoga jezika, preminuo je 9. prosinca 2016. godine.

## Vanjske poveznice
- Ethnologue (14th)
- Ethnologue (15th)